# Chloroplus
Chloroplus is een geslacht van rechtvleugeligen uit de familie veldsprinkhanen (Acrididae). De wetenschappelijke naam van dit geslacht is voor het eerst geldig gepubliceerd in 1918 door Hebard.

## Soorten
Het geslacht Chloroplus  is monotypisch en omvat slechts de volgende soort:
- Chloroplus cactocaetes (Hebard, 1918)